# Bernhard Porst
Bernhard Porst (* 8. April 1857 in Weimar; † 1926) war ein deutscher Kapellmeister und Musikpädagoge.

Bernhard Porst

## Leben
Bernhard Porst stammte aus der Haupt- und Residenzstadt Weimar (Sachsen-Weimar-Eisenach). Dort besuchte er zunächst das Großherzogliche Lehrerseminar. Von 1873 bis 1876 wechselte er an die Orchesterschule Carl Müllerhartungs. Als einer seiner fortgeschrittensten Klavierschüler war es ihm vergönnt, am Unterricht von Franz Liszt teilzunehmen.
Nach seiner Ausbildung wurde er Musiklehrer (Hauslehrer) der Kinder des Landgrafen von Hessen. Zeitweise lebte er dafür in Holstein. Porst war dann am Theater in Stettin tätig. Nach seiner Militärdienstzeit ging er an das Theater nach Danzig.
Im Jahr 1883 kam er als Musikdirektor an das Stadttheater nach Leipzig, wo er für Operette und Spieloper zuständig war. Als zweiter Kapellmeister stand er dann neben Richard Hagel und Egon Pollak am Pult. Später wirkte er auch als Konzertdirigent. 1918 beerbte ihn der Elberfelder Kapellmeister Hans Knappertsbusch, nachdem er zuvor aus gesundheitlichen Gründen ausgeschieden war. Von 1907 bis 1925 war er als Nachfolger Heinrich Klesses Leiter der „Opernschule“ am Königlichen Konservatorium der Musik zu Leipzig.
Ab 1886 war Porst mit der Sopranistin Ottilie Andes (1864–1909) verheiratet.

## Auszeichnungen
Im Jahr 1905 wurde er durch den Erbprinzen von Reuß jüngerer Linie Heinrich (XXVII.) mit dem Verdienstkreuz für Kunst und Wissenschaft ausgezeichnet.